# Kazimierz Szubert

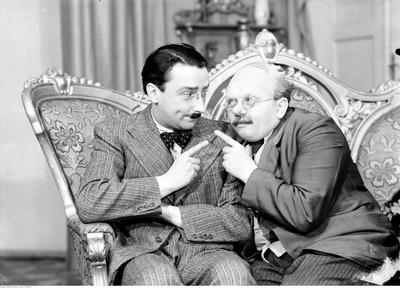
Mieczysław Węgrzyn i Kazimierz Szubert (po prawej) w spektaklu "Pani ministrowa" Branislava Nušicia w Teatrze Miejskim im. Juliusza Słowackiego w Krakowie (1938)

Kazimierz Jerzy Bogusław Szubert (ur. 22 marca 1902 w Warszawie, zm. 11 grudnia 1956 w Krakowie) – polski aktor teatralny i filmowy, reżyser teatralny.

## Życiorys
Aktorstwa uczył się w latach 1917-1918 w szkole dramatycznej H.J. Hryniewieckiej w Warszawie. Debiutował w stołecznym Teatrze Współczesnym ok. 1918 roku. W kolejnych latach występował w Teatrze Wielkopolskim, Teatrze Plebiscytowym na Warmii i Mazurach, Teatrze Miejskim w Inowrocławiu oraz prawdopodobnie w Teatrze Bagatela w Krakowie (1919-1920), Teatrze Polskim w Wilnie (1921-1923), Teatrze Miejskim w Łodzi (1923-1928, 1930-1933), Teatrach: Małym i Polskim w Warszawie (1928-1930), Teatrze Polskim w Poznaniu (1933-1935), Teatrze Letnim w Warszawie (1938) oraz Teatrze im. Juliusza Słowackiego w Krakowie (1935-1939). Od 1931 roku również reżyserował.
Podczas II wojny światowej pracował jako barman i kelner w restauracji "Gospoda Włóczęgów" przy ul. Miodowej 23 w Warszawie. Występował również i reżyserował w stołecznych teatrach jawnych: Miniatury (1943) i Bohema (1944). Po zakończeniu walk przeniósł się do Krakowa, gdzie został zaangażowany do zespołu Teatru im. Juliusza Słowackiego (1945). W 1946 roku wraz z zespołem Mieczysławy Ćwiklińskiej brał udział w objeździe ze spektaklem Skiz Gabrieli Zapolskiej, a w kolejnych latach występował w Teatrze Kameralnym TUR w Krakowie (1947), Starym Teatrze w Krakowie (1948-1949), Teatrze Polskim w Bielsku-Białej (1949-1950), Teatrze Młodego Widza w Krakowie (1950-1952) oraz Państwowych Teatrach Dramatycznych w Krakowie (1952-1954).
Został pochowany na krakowskim Cmentarzu Rakowickim (kw. BA rz. 6 g. 10).

### Nagrody i odznaczenia
- Nagroda Artystyczna miasta Krakowa - za całokształt osiągnięć artystycznych (1956)[1]
- Krzyż Kawalerski Orderu Odrodzenia Polski (1956)[3]

## Filmografia
- Dziewczyna szuka miłości (1938) - mechanik Wincenty Drucik
- Skarb (1948) - "naczelnik" Leon Brycki
- Warszawska premiera (1951)
- Młodość Chopina (1952) - dziekan Feliks Jan Bentkowski
- Godziny nadziei (1955) - Kurak
- Tajemnica dzikiego szybu (1956) - Kupść, sekretarz Gromadzkiej Rady Narodowej

Źródło: